# Липача
Липача — река в России, протекает в Тоншаевском районе Нижегородской области. Устье реки находится в 262 км по левому берегу реки Пижма. Длина реки составляет 13 км.
Исток реки в лесах в 4 км к северо-западу от посёлка Шайгино. Течёт на северо-восток вдоль ж/д Нижний Новгород — Киров, всё течение реки проходит по ненаселённому заболоченному лесу. Впадает в Пижму в 7 км к юго-западу от посёлка Пижма.

## Данные водного реестра
По данным государственного водного реестра России относится к Камскому бассейновому округу, водохозяйственный участок реки — Вятка от города Котельнич до водомерного поста посёлка городского типа Аркуль, речной подбассейн реки — Вятка. Речной бассейн реки — Кама.
По данным геоинформационной системы водохозяйственного районирования территории РФ, подготовленной Федеральным агентством водных ресурсов:
- Код водного объекта в государственном водном реестре — 10010300412111100036412
- Код по гидрологической изученности (ГИ) — 111103641
- Код бассейна — 10.01.03.004
- Номер тома по ГИ — 11
- Выпуск по ГИ — 1